# Église Notre-Dame de Velles
L'église Notre-Dame est une église située sur la commune de Vers, dans le département du Lot, en France.

## Historique
En 965, l'église est citée sous le nom de San Stéphani de Villa. D'après Edmond Albe, la capella de Velles est attribuée en 1254 au chapitre de la cathédrale de Cahors par l'évêque Barthélemy de Roux. Cette possession est confirmée en 1272. Edmond Albe hésitait sur la titulature de l'église entre saint Étienne et la Vierge. Il supposait que la chapelle était à l'origine dédiée à Notre-Dame, puis, après la donation au chapitre de la cathédrale Saint-Étienne, sa titulature aurait été modifiée pour prendre celle du patron de la cathédrale.
La partie orientale de l'église ne semble pas antérieure au 3e quart du XIIe siècle. Un chapiteau du chœur représentant le martyre de saint Étienne semble confirmer que l'église était dédiée à saint Étienne depuis sa construction.
En 1480, la fabrique de l'église commande une grosse cloche à un fondeur de Cahors.
La nef de l'église a été restaurée au XIXe siècle. La façade occidentale qui a été entièrement reconstruite et la nef a reçu une  voûte en berceau.
L'édifice a été classé au titre des monuments historiques le 3 mai 1913.